# Beaumont (Haute-Savoie)
Pour les articles homonymes, voir Beaumont.
Beaumont est une commune française située dans le département de la Haute-Savoie, en région Auvergne-Rhône-Alpes.

## Géographie
Beaumont est un village d'un peu plus de 2 500 habitants, situé en Haute-Savoie, dans le Genevois savoyard.
Il se trouve au pied du Salève, une montagne des Préalpes dont le point culminant (le Grand Piton : 1 357 mètres) est sur le territoire de la commune.
La commune est composée de trois anciennes communes : Beaumont, Jussy et Le Châble. La commune est organisée en deux parties distinctes :
- le « Haut », situé sur les premières pentes du Salève, et qui correspond au chef-lieu de Beaumont, avec l'église et le cimetière, et tous les hameaux et lieux-dits environnants (Jussy, le Fond de Beaumont, les Travers, Chez Marmoux, etc.) ;
- le « Bas », situé vraiment au pied du Salève, constitué du hameau Le Châble, qui est plus étendu et plus peuplé que le chef-lieu proprement dit. On y trouve l'école primaire (le groupe scolaire Beaupré), la mairie de Beaumont, la Poste, la presse la pharmacie, des aires de jeux, les petits commerces (boulangerie, Petit Casino, banque, coiffeurs, boucherie, etc.). Le Châble est partagé en trois quartiers : le Grand Châble (le cœur du village, et même de la commune tout entière), les Eplanes (quartier plutôt résidentiel, où l'on trouve notamment un complexe sportif (foot/tennis)), et le Martinet, qui englobe seulement la zone d'activité Juge-Guerin.

Beaumont se situe à environ 15 minutes en voiture de Saint-Julien-en-Genevois, 25 minutes de Genève, et 35 minutes d'Annecy.

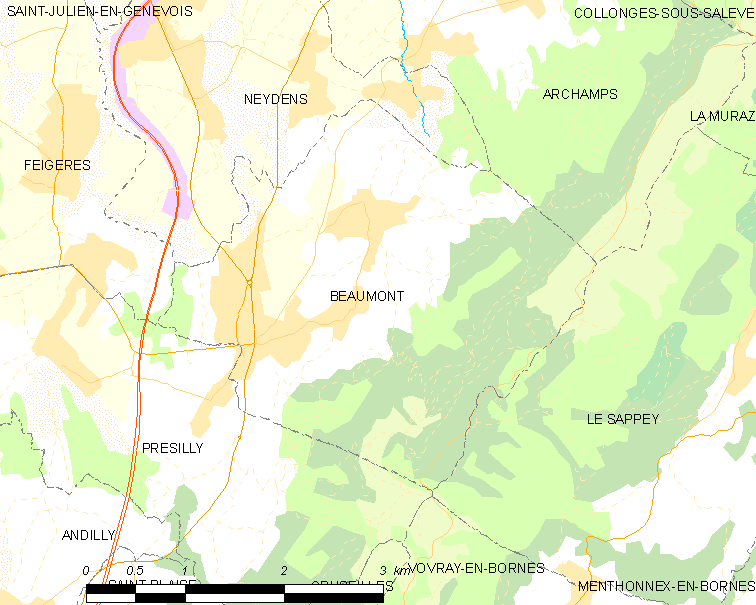
Beaumont et les communes voisines.

Beaumont est limitrophe des communes d'Archamps, Neydens, Feigères, Présilly, et, outre Salève, la commune du Sappey.

## Urbanisme

### Typologie
Au 1er janvier 2024, Beaumont est catégorisée bourg rural, selon la nouvelle grille communale de densité à sept niveaux définie par l'Insee en 2022.
Elle appartient à l'unité urbaine de Beaumont, une unité urbaine monocommunale constituant une ville isolée,. Par ailleurs la commune fait partie de l'aire d'attraction de Genève - Annemasse (partie française), dont elle est une commune de la couronne,. Cette aire, qui regroupe 158 communes, est catégorisée dans les aires de 700 000 habitants ou plus (hors Paris),.

### Occupation des sols
L'occupation des sols de la commune, telle qu'elle ressort de la base de données européenne d’occupation biophysique des sols Corine Land Cover (CLC), est marquée par l'importance des forêts et milieux semi-naturels (43,2 % en 2018), en diminution par rapport à 1990 (44,8 %). La répartition détaillée en 2018 est la suivante : 
forêts (37,5 %), prairies (26,2 %), zones urbanisées (14,3 %), zones agricoles hétérogènes (8,5 %), terres arables (7,8 %), milieux à végétation arbustive et/ou herbacée (5,7 %).
L'IGN met par ailleurs à disposition un outil en ligne permettant de comparer l’évolution dans le temps de l’occupation des sols de la commune (ou de territoires à des échelles différentes). Plusieurs époques sont accessibles sous forme de cartes ou photos aériennes : la carte de Cassini (XVIIIe siècle), la carte d'état-major (1820-1866) et la période actuelle (1950 à aujourd'hui).

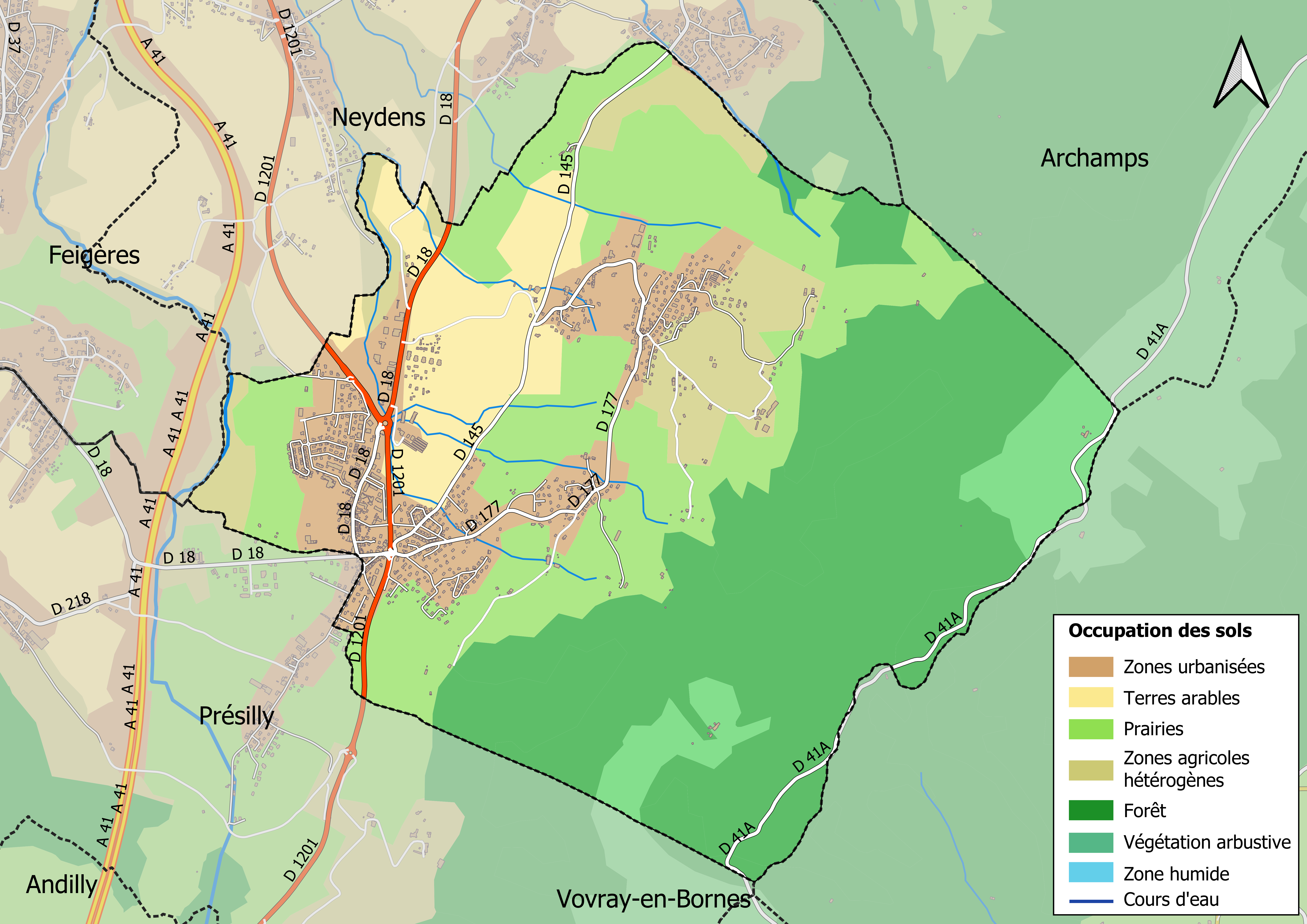
Carte des infrastructures et de l'occupation des sols en 2018 (CLC) de la commune.
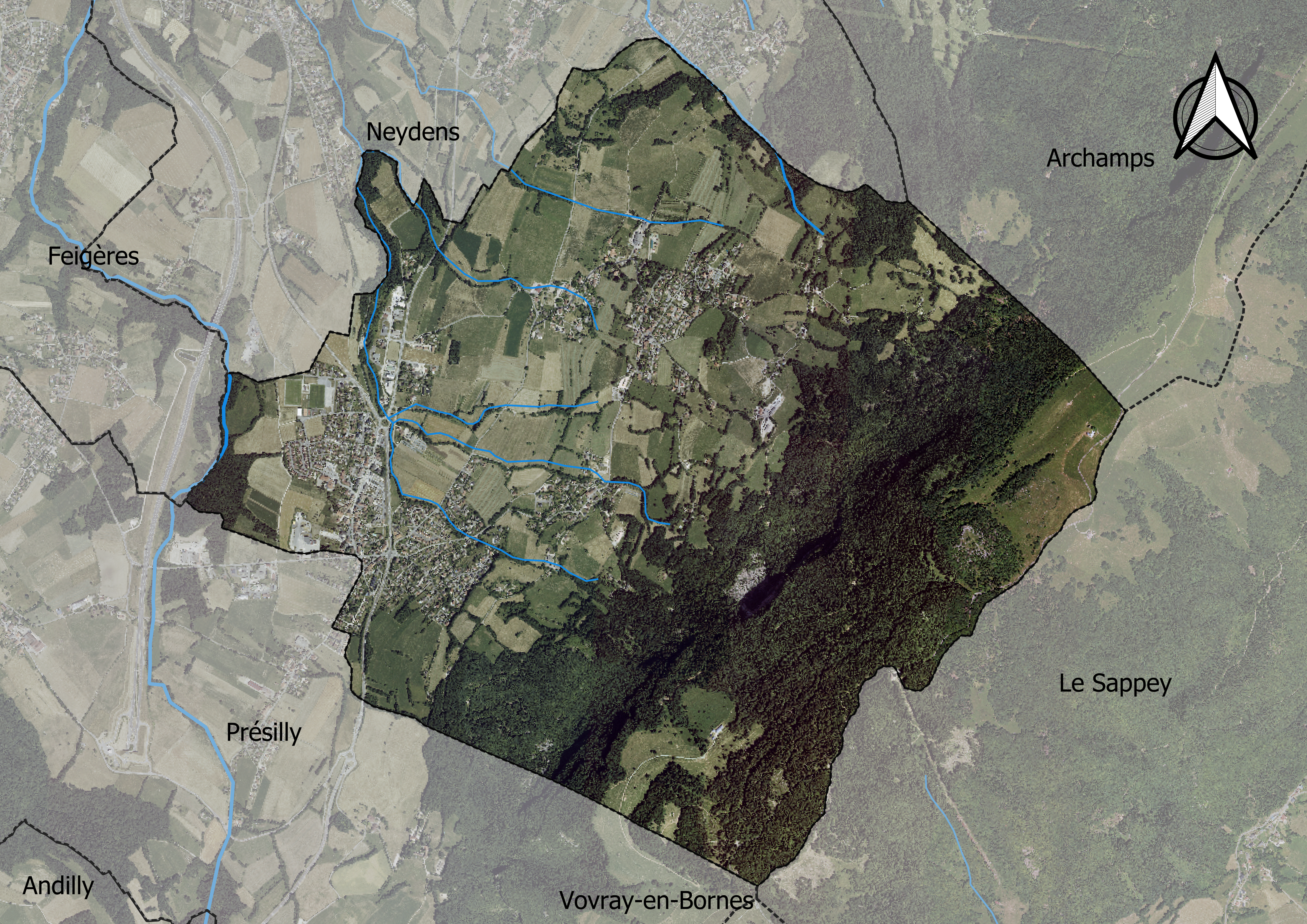
Carte orthophotogrammétrique de la commune.

## Toponymie
En 1793, alors que le duché de Savoie est occupé par les troupes révolutionnaires françaises, la commune porte le nom de Beaumont-Jussy-Châble, à la suite du regroupement des trois communes. Le village du Châble accueille le chef-lieu communal à la suite du décret du 10 avril 1951 (J.O. du 12 avril 1951).
En francoprovençal, le nom de la commune s'écrit Bômon, selon la graphie de Conflans.

## Histoire
Une église placée sous le vocable du martyr Étienne aurait été édifiée vers la fin du IVe siècle-début du Ve siècle.
La première mention de la commune remonte à 1232 et fait mention de l’existence d’un « Castel » qui aurait été construit à cette époque.
Vers le XIIIe siècle, la seigneurie de Beaumont avait été inféodée à la famille de Menthon par le comte de Genève. Le château de Beaumont a appartenu aux seigneurs de Menthon jusqu'en 1792, bien que ruiné par les bernois, venus secourir les protestants genevois, en 1590.
Un second château se développe du côté de Châtillon, appartenant à la famille de Châtillon du Chablais.
Le début du XIIe siècle voit la fondation de la chartreuse de Pomier. Quoiqu’étant située sur la commune voisine de Présilly, sa présence aura une importance certaine dans la vie de notre commune. Cette chartreuse était propriétaire sur Beaumont de deux domaines sur la montagne du Salève, celui de la Tuile et celui du Petit Pomier, ainsi que des moulins de Cutafort.
Les chartreux de Pomier fondèrent la colonie du Châble et y établirent la grande route de Cruseilles à Genève.
Au XIXe siècle, développement des fromageries Girod.
À la suite du traité de Vienne de 1815, la commune est coupée en deux par la ligne de douane, Beaumont étant en zone franche, Jussy et Le Châble en territoire douanier.
Une bonneterie fut créée en 1880 dans le hameau du Châble par Léon Tapponnier. Elle va connaître une belle prospérité, avec plus de 100 ouvrières, avant de décliner dans les années 1930.
La bonneterie sera remplacée en 1939 par la Société Alsacienne d’Aluminium fondée par le bâlois Frédéric Meyer.
En juin 1938, un avion biplace suisse se dirigeant vers Marseille fait un atterrissage forcé dans un pré à cause d'une panne moteur.
La population a considérablement augmenté entre 1962 et aujourd’hui pour passer de près de 700 à plus de 3 000 habitants. Cette augmentation de la population s’est accompagnée d’une importante évolution du paysage du village : de nombreuses constructions collectives ont été réalisées afin de répondre aux besoins de logements tandis que les nouvelles routes ont permis à ceux-ci d’accéder plus facilement aux centres urbains du Genevois et du Léman, situés à moins de 20 minutes en voiture.

## Politique et administration

### Rattachements administratifs et électoraux
Beaumont appartient à l'arrondissement et au canton de Saint-Julien-en-Genevois depuis sa création en 1860.
Pour l'élection des députés, la commune fait partie de la quatrième circonscription de la Haute-Savoie, représentée depuis juin 2012 par Virginie Duby-Muller (UMP-LR).
Sur le plan des institutions judiciaires, la commune relève du tribunal judiciaire (qui a remplacé le tribunal d'instance et le tribunal de grande instance le 1er janvier 2020), du tribunal pour enfants et du tribunal de commerce de Thonon-les-Bains, du conseil de prud’hommes et du tribunal de proximité d'Annemasse, de la cour d’appel de Chambéry, du tribunal administratif de Grenoble et de la cour administrative d'appel de Lyon.

### Intercommunalité
La commune fait partie de la communauté de communes du Genevois depuis sa création le 26 décembre 1995. Beaumont est aussi membre du Pôle métropolitain du Genevois français, composé des 8 intercommunalités françaises du Grand Genève.

### Administration municipale
Le nombre d'habitants au dernier recensement étant compris entre 2 500 et 3 499, le nombre de membres du conseil municipal est de 23.

### Liste des maires
| Période                                  | Période                   | Identité                | Étiquette | Qualité |
| ---------------------------------------- | ------------------------- | ----------------------- | --------- | --- |
| 1792                                     | 1793                      | Jean-Claude Taponier    |           | |
| 1793                                     | 1797                      | Jacques-André Borgel    |           | |
| 1797                                     | 1800                      | Paul Marin              |           | |
| 1800                                     | 1817                      | Jacques-André Borgel    |           | |
| 1817                                     | 1818                      | Jean-Claude Pillet      |           | |
| 1818                                     | 1820                      | Jean-Antoine Mabut      |           | |
| 1820                                     | 1822                      | Joseph Bocquet          |           | |
| 1822                                     | 1829                      | Jean-Antoine Mabut      |           | |
| 1829                                     | 1830                      | Louis Mabut             |           | |
| 1830                                     | 1834                      | Jacques Grivet          |           | |
| 1834                                     | 1836                      | Joseph Mabut            |           | |
| 1836                                     | 1841                      | Jean-Antoine Mabut      |           | |
| 1841                                     | 1847                      | Paul Marin              |           | |
| 1847                                     | 1852                      | Victor Despré           |           | Conseiller d'arrondissement de 1871 à 1877 |
| 1852                                     | 1856                      | Jean-Marie Blanc        |           | |
| 1856                                     | 1859                      | François Taponier       |           | |
| 1859                                     | 1860                      | Joseph-Marie Greffier   |           | |
| 1860                                     | 1860                      | François Taponier       |           | |
| 1860                                     | 1863                      | Marie Mabut             |           | |
| 1863                                     | 1871                      | Jérémie Girod           |           | Cultivateur, Fromager Inventeur du Beaumont |
| 1871                                     | 1874                      | Jean Gruaz              |           | |
| 1874                                     | 1878                      | Jérémie Girod           |           | Cultivateur, Fromager Inventeur du Beaumont |
| 1878                                     | 1879                      | Aimé Taponnier          |           | |
| 1879                                     | 1884                      | Eugène Taponnier        |           | |
| 1884                                     | 1886                      | Pierre Mabut            |           | |
| 1886                                     | 1888                      | Claude Bayard           |           | |
| 1888                                     | 1894                      | Joseph Chassot          |           | |
| 1894                                     | 1900                      | Eloi Lachenal           |           | |
| 1900                                     | 1901                      | Jacques Pillet          |           | |
| 1901                                     | 1905 (décès)              | André Folliet           | Rad.      | Ancien docteur en droit et avocat Sénateur de la Haute-Savoie (1894 → 1905) Conseiller général du canton de Douvaine (1880 → 1905) Président du conseil général (1904 → 1905) |
| 1905                                     | 1908                      | Jacques Coquet          |           | |
| 1908                                     | 1925                      | Henri Girod             |           | Conseiller d'arrondissement de 1921 à 1925 |
| 1925                                     | 1932                      | Alphonse Décart         |           | |
| 1932                                     | 1945                      | Léon Tapponnier         | SFIO      | Horticulteur |
| 1945                                     | 1971                      | Félix Croset            |           | Artisan, maire honoraire |
| Les données manquantes sont à compléter. |                           |                         |           | |
| mars 1977                                | mars 1983                 | Pierre Ricard           |           | |
| mars 1983                                | mars 1989                 | André Bertherat-Paccard |           | Chef d’entreprise, ancien adjoint |
| mars 1989                                | juin 1995                 | Thérèse Eusébio         |           | |
| juin 1995                                | mars 2001                 | André Bertherat-Paccard |           | Chef d’entreprise, maire honoraire |
| mars 2001                                | mai 2020                  | Christian Etchart       | DVD       | Chef d'entreprise retraité 1er vice-président de la CC du Genevois |
| mai 2020                                 | En cours (au 9 août 2020) | Marc Genoud             |           | Ancien cadre 10e vice-président de la CC du Genevois (2020 → ) |

## Population et société

### Démographie
Ses habitants sont appelés les Beaumontaises et les Beaumontais.
L'évolution du nombre d'habitants est connue à travers les recensements de la population effectués dans la commune depuis 1793. Pour les communes de moins de 10 000 habitants, une enquête de recensement portant sur toute la population est réalisée tous les cinq ans, les populations de référence des années intermédiaires étant quant à elles estimées par interpolation ou extrapolation. Pour la commune, le premier recensement exhaustif entrant dans le cadre du nouveau dispositif a été réalisé en 2006.

En 2022, la commune comptait 3 081 habitants, en évolution de +9,8 % par rapport à 2016 (Haute-Savoie : +6,01 %, France hors Mayotte : +2,11 %).
| 1793 | 1800 | 1806 | 1822 | 1838 | 1848 | 1858 | 1861 | 1866 |
| ---- | ---- | ---- | ---- | ---- | ---- | ---- | ---- | ---- |
| 396  | 473  | 481  | 533  | 755  | 743  | 771  | 671  | 693  |

| 1872 | 1876 | 1881 | 1886 | 1891 | 1896 | 1901 | 1906 | 1911 |
| ---- | ---- | ---- | ---- | ---- | ---- | ---- | ---- | ---- |
| 624  | 618  | 703  | 684  | 675  | 621  | 625  | 662  | 689  |

| 1921 | 1926 | 1931 | 1936 | 1946 | 1954 | 1962 | 1968 | 1975 |
| ---- | ---- | ---- | ---- | ---- | ---- | ---- | ---- | ---- |
| 652  | 639  | 543  | 570  | 561  | 572  | 675  | 711  | 757  |

| 1982 | 1990  | 1999  | 2006  | 2011  | 2016  | 2021  | 2022  | - |
| ---- | ----- | ----- | ----- | ----- | ----- | ----- | ----- | - |
| 843  | 1 018 | 1 293 | 1 843 | 2 173 | 2 806 | 3 063 | 3 081 | - |

### Enseignement
La commune de Beaumont est située dans l'académie de Grenoble. En 2015, elle administre une école maternelle et une école élémentaire regroupant 312 élèves (132 + 180),.
La commune dépend du collège Jean-Jacques-Rousseau et du lycée Madame-De-Staël, situés tous deux à Saint-Julien-en-Genevois.

## Culture locale et patrimoine

### Lieux et monuments
La commune de Beaumont compte entre autres choses :
- l'église Saint-Étienne construite dans un style roman, entièrement rénovée, pourvue de l'un des orgues les plus récents du Genevois. Selon la monographie d'André Folliet, l'église primitive aurait été édifiée vers la fin du IVe siècle-début du Ve siècle[9] ;
- d'anciens bâtiments datant du XIXe siècle ;
- ainsi que les vestiges du château de Beaumont ruiné en 1590.
- Tour des Pitons, dite tour Bastian, érigée vers 1820 par Claude-François Bastian[28], construite sur le point culminant du Salève (1379 m)
- « la Thuile », vieille bâtisse et ancien ferme-auberge, chargé d’histoire et  situé à 1161 m, offrant une vue à 180° sur le Genevois[29]
- Oratoire Notre Dame de l’Espérance, dédié à la Vierge et édifié en 1985 sur le chemin de la Thuile[30]
- la cloche du Châble[31], Lors de la destruction de la chapelle Notre-Dame du Châble, cette « relique » du lieu de culte fut conservé par la commune. Elle a été installée en 2016 sur un petit portique dans l’esprit des carillons « Ars Sonora » près de l’emplacement du sanctuaire disparu

### Personnalités liées à la commune
- Hugues Aufray, chanteur.
- François-René Duchâble, pianiste.

### Héraldique
| Armes de Beaumont | Les armes de Beaumont se blasonnent ainsi : D'or à trois pals d'azur, à la fasce de gueules brochante, chargée d'un lion léopardé d'argent tenant un croissant tourné d'or. |